# Carmélia Alves

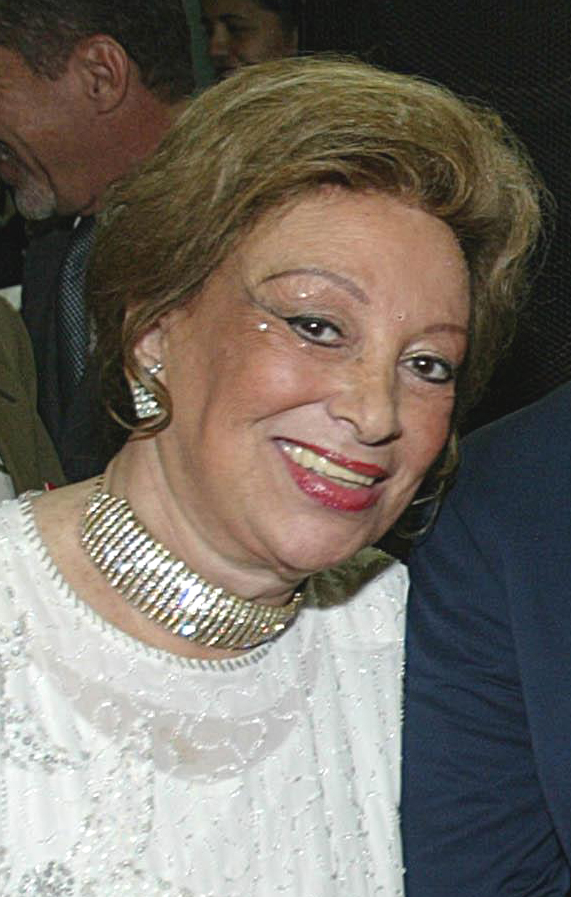
Carmélia Alves (2004)

Carmélia Alves Curvello (* 14. Februar 1923 im Viertel Bangu von Rio de Janeiro; † 3. November 2012 in Jacarepaguá, Rio de Janeiro) war eine brasilianische Sängerin. Sie wurde als die „Rainha do Baião“, die Königin des Baião, bezeichnet.
Carmélia Alves wurde in Bangu, einem Stadtteil im Westen von Rio de Janeiro geboren. Sie starb im Alter von 89 Jahren an multiplem Organversagen im Krankenhaus von Jacarepaguá, einem Stadtteil im Westen von Rio de Janeiro.
Ihr Bruder ist der Sänger Noel Alves.

## Diskografie
Alben
- 1974: Ritmos do Brasil com Carmélia Alves
- 1976: Carmélia Alves
- 1993: Luiz Gonzaga e Carmélia Alves ao vivo no Teatro João Caetano
- 1995: As eternas cantoras do Rádio
- 1999: Carmélia Alves abraça Jackson do Pandeiro e Gordurinha
- 2000: Carmélia Alves
- 2001: Estão voltando as flores

Singles
- 1943: Deixei de Sofrer
- 1944: Quem Dorme no Ponto é Chofer
- 1949: Me Leva (mit Ivon Curi)
- 1950: Coração Magoado
- 1950: Trepa no Coqueiro
- 1951: Sabiá na Gaiola
- 1951: Pé de Manacá (mit dem Trio Madrigal)
- 1951: Esta Noite Serenou
- 1951: Cabeça Inchada
- 1956: Cevando o Amargo